# Едерка (приток Березайки)
Едерка — река в России, протекает по Валдайскому району Новгородской области и Бологовском районе Тверской области. Река вытекает из озера Едрово в селе Едрово. Устье реки находится в 88 км по левому берегу реки Березайка. Длина реки составляет 15 км. Около устья ширина реки — 5 метров, глубина — полтора метра. Высота устья — 168,5 м над уровнем моря. Высота истока — 189 м над уровнем моря.
На реке у истока расположено село Едрово, дальше река слева огибает посёлок Выползово.

## Данные водного реестра
По данным государственного водного реестра России относится к Балтийскому бассейновому округу, водохозяйственный участок реки — Мста без р. Шлина от истока до Вышневолоцкого г/у, речной подбассейн реки — Волхов. Относится к речному бассейну реки Нева (включая бассейны рек Онежского и Ладожского озера).
Код объекта в государственном водном реестре — 01040200212102000020261.